# 白嘉時
白嘉時，CMG，OBE（Claude Bramall Burgess，1910年2月25日—1998年11月2日），英國外交及殖民地官員，曾自1958年至1963年在香港政府出任輔政司一職。任內曾對香港人口急升的問題表示擔憂。

## 生平

### 早年生涯
白嘉時在1910年2月25日出生，籍貫為英格蘭赤郡韋弗咸（Weaverham）。父親名叫喬治·赫伯特·白嘉時（George Herbert Burgess），而母親則名叫馬撒·伊莉莎伯·白嘉時（Martha Elizabeth Burgess）。白嘉時早年入讀埃普沃思書院（Epworth College），後來在牛津大學基督教堂學院畢業。

### 殖民地生涯
在1932年，22歲的白嘉時加入香港的殖民地行政服務機關，出任遠東見習官。至1940年，由於局勢關係，白嘉時被委任到皇家砲兵隊服役，未幾在1941年遭敵軍俘虜，被關進戰俘營，到1945年才獲得釋放。戰後在1946年以陸軍中校的身份從皇家砲兵隊退役。
自1946年至1948年，白嘉時獲英國政府聘任到殖民地辦公室供職，此後在1951年到倫敦的帝國國防學院深造。學成以後重回香港政府，曾經在政府不同部門供職。在1957年12月，白嘉時獲時任總督柏立基委任為署理輔政司，接替卸任的戴維，隨後又在1958年2月正式出任此職。擔任輔政司任內，時值國內動盪不安，大批難民從中國湧入香港，以致本港人口急速增長。對此，白嘉時曾表示非常擔憂，並擔心香港社會長遠會因此崩塌。
為了解決人口問題，當時政府曾努力開展民生基建和教育的建設，當中，白嘉時又對房屋事務尤為關注，致力發展多層公共屋邨。而在1959年10月26日，白嘉時就曾經以署理香港總督的身份，前往黃大仙主持香港第一百幢公屋的落成典禮，白嘉時在典禮上的演講對香港政府興建公屋的方針加以強調，他表示：
|  | 如果我們要達至這個目標（為低下階層提供充足廉租屋），我們每一刻也不可讓我們的熱忱和決心有所退縮…… |

另外，白嘉時在輔政司任內曾數度因為總督柏立基離港而署任港督。在1963年2月，白嘉時卸任輔政司一職，此後退出香港政府。

### 晚年
離開香港後，白嘉時在1964年到歐洲自由貿易聯盟任職合作與發展部的部門首長，至1973年由於英國退出聯盟而離職。並在1974年至1982年於歐共體擔任部長，主理香港與歐共體成員國之間的商務關係。在1998年11月2日，白嘉時去世，終年88歲。

## 家庭
白嘉時在戰後1952年迎娶瑪格麗特·瓊·韋布（Margaret Joan Webb）為妻，兩人育有一子，唯夫婦二人在1965年離婚。在1969年，白嘉時又與琳達·內特爾頓（Linda Nettleton）結成夫妻。琳達·內特爾頓來自美國紐約，父親名叫威廉·戈佛亞·比爾比（William Grothier Beilby），兩人並無任何子女。

## 其他

### 榮譽
- OBE （1954年）
- CMG （1958年）
- JP （官守）